# Eric Froehlich
Eric „Efro“ Froehlich (* 9. Februar 1984 in Philadelphia, Pennsylvania) ist ein professioneller US-amerikanischer Pokerspieler. Er ist zweifacher Braceletgewinner der World Series of Poker.

## Persönliches
Froehlich war in seiner Jugend ein begabter Sportler. Durch eine Verletzung wurde er jedoch gezwungen, sich anderen Aktivitäten zu widmen. So kam er, wie sein späterer Freund David Williams, erstmals in Kontakt mit dem Sammelkartenspiel Magic: The Gathering. Froehlich lebt in Springfield, Virginia.

## Pokerkarriere

### Werdegang
Auf der Highschool spielte Froehlich erstmals Poker. Im Alter von 18 Jahren begann er online zu spielen und im Frühjahr 2005 brach er sein Studium an der University of Virginia ab, um sich ganz dem Pokerspiel widmen zu können.
In seinem ersten Jahr bei der World Series of Poker (WSOP) im Rio All-Suite Hotel and Casino am Las Vegas Strip, Anfang Juni 2005, gewann er das 1500 $ Limit Hold’em und erhielt über 360.000 US-Dollar Siegprämie sowie ein Bracelet. Zu diesem Zeitpunkt war Froehlich mit 21 Jahren der bis dahin jüngste Braceletgewinner. Diesen Rekord hält mittlerweile Steve Billirakis. Ein Jahr später, bei der WSOP 2006, gewann Froehlich sein zweites Bracelet. Er setzte sich im 1500 $ Pot Limit Omaha gegen zahlreiche Konkurrenten durch und erhielt knapp 300.000 US-Dollar. Mit seiner letzten Hand, Q♦ 7♦ 7♥ 6♠, schlug er Sherkhan Farnoods K♦ K♥ 6♣ 3♥ auf einem Board von 10♣ 7♥ 5♣ J♦ J♥.
Insgesamt hat sich Froehlich mit Poker bei Live-Turnieren mehr als 2,5 Millionen US-Dollar erspielt.

### Braceletübersicht
Froehlich kam bei der WSOP 49-mal ins Geld und gewann zwei Bracelets:
| Jahr | Buy-in (in $) | Turnier         | Teilnehmer | Preisgeld (in $) |
| ---- | ------------- | --------------- | ---------- | ---------------- |
| 2005 | 1500          | Limit Hold’em   | 1049       | 361.910          |
| 2006 | 1500          | Pot Limit Omaha | 0158       | 299.675          |